# Chrysophyllum pruniforme
Chrysophyllum pruniforme – gatunek drzew należących do rodziny sączyńcowatych. Jest gatunkiem występującym w Afryce, w obszarze przybrzeżnym Zatoki Gwinejskiej oraz w Afryce Środkowej.